# Stephen Bishop (músico)
Stephen Bishop (San Diego, California, 14 de noviembre de 1951) es un cantautor, actor y guitarrista estadounidense.

## Historia
Stephen Bishop nació en San Diego, California, y fue al instituto "Will C. Crawford High School". Tuvo un primer gran éxito en las listas musicales de singles en 1977 con su canción On and On, que alcanzó el número 11 en los Estados Unidos, perteneciente al LP Careless, que pronto alcanzó la certificación de disco de oro y fue nominado al Grammy; otros éxitos del artista son "Save It for a Rainy Day" (del mismo LP), "Everybody Needs Love", "Something New in My Life" and "It Might Be You", tema principal de la banda sonora de la película Tootsie. Ha realizado otras muchas bandas sonoras para películas, como Desmadre a la americana, que además cantó en modo falsetto, o la contribución que realizó para la banda musical de la película "All I Want for Christmas".
Su canción "Separate Lives", cantada por Phil Collins y Marilyn Martin, de la película White Nights, fue nominada al Oscar a la mejor canción original, en la 58 celebración de los Oscars de la Academia, en 1986, perdiendo a favor de "Say You, Say Me", presente en la misma película. Bishop escribió la canción sobre su ruptura matrimonial con la actriz Karen Allen, quien también aparecía en la película Desmadre a la americana. Cuando se le preguntó por ello, dijo: "escribo mucho mejor cuando tengo el corazón roto y estoy triste o melancólico".
Bishop también escribió el tema de la película de 1984 Unfaithfully Yours, remake del mismo título de 1948, canción que estuvo en las emisoras de radio en Estados Unidos por dichas fechas. Aparte de dicho moderado éxito en las listas de radio, la banda sonora de la película nunca fue editada, aunque la canción sí aparece en el álbum compilatorio Best of Bish. La única edición adicional conocida de esta canción es una edición en un vinilo promocional de 45 rpm.
En 1989, lanzó al mercado su quinto álbum, llamado Bowling In Paris (mezclado con la sesiones de Sleeping With Girls) con Phil Collins (coproductor y músico en varias canciones del disco), Eric Clapton, Sting, Steve Lukather, Ronnie Caryl, Michael Omartian (productor, y músico en varias canciones), Mo Foster, Adrian Lee, y otros. En 1987 el dúo noruego de pop/swing Bobbysocks! grabó "Walking on Air", canción de Stephen Bishop de su primer álbum, (como "Walkin' on Air") en su LP Walkin' on Air.
Las canciones de Bishop que han saltado a las listas Top 100 son "It Might Be You", que alcanzó el número 25 en 1983, "Save It For a Rainy Day" (puesto número 22 en 1977), "On and On" (puesto número 11 en 1977), y "Everybody Needs Love" (puesto número 32 en 1978).
Además de cantar el tema principal de la banda sonora de la película Desmadre a la americana, Bishop tuvo un cameo en la misma como aspirante a cantante de folk cuya guitarra John Belushi destroza. Bishop aún guarda dicha guitarra como un recuerdo. También apareció en otra película de John Landis, Los Blues Brothers, como un "guapo militar" que interrumpe su guardia durante la carrera en el centro comercial. Bishop también tuvo un cameo en Made in USA (1977), como buscavidas.
El 11 de marzo de 1978 fue el músico invitado especial del famoso Saturday Night Live de la cadena NBC. En 1986 participó en la canción The Heart Is So Willing para el remake realizado en 1981 del film Los Blanding ya tienen casa y cuyo título fue Esta casa es una ruina, protagonizado por Tom Hanks y Shelley Long. También cantó la canción "We Can Do Anything" en los créditos finales del film Barney, la Gran Aventura: La Película. Bishop también participó en la banda sonora de la película de Michael Douglas El síndrome de China.

## Discografía parcial

### Álbumes
- Careless (1976)
- Bish (1978)
- Red Cab to Manhattan (1980)
- Sleeping with Girls (1985; Asia only)
- Bowling in Paris (1989)
- Blue Guitars (1994; re-released with new cover in 1996)
- Happy Bishmas (2002; re-released with new cover 2003)
- Yardwork (2003; Japan edition has alternative cover)
- The Demo Album 1 (2003)
- The Demo Album 2 (2003)
- Fear of Massage: Demo 3 (2004)
- Stephen Bishop Live (Live in Japan) (2006; Japan only)
- America & Friends: Live At The Ventura Theater (2007; Japan only)
- Saudade (2007; Target-only release. Re-released worldwide as Romance in Rio)
- Romance In Rio (2008)
- ¨´Clipss (2008)
- ¨´We¨ll talk about it later in the car (2019)

### Sencillos
| Año  | Single                    | Posición en las listas | Posición en las listas |
| Año  | Single                    | US                     | AU                     |
| ---- | ------------------------- | ---------------------- | ---------------------- |
| 1977 | "Save It For a Rainy Day" | 22                     | –                      |
| 1977 | "On and On"               | 11                     | 66                     |
| 1978 | "Everybody Needs Love"    | 32                     | –                      |
| 1983 | "It Might Be You"         | 25                     | 50                     |

### Colecciones / Compilaciones
- Best of Bish (1990)
- On And On: The Hits Of Stephen Bishop (1994)
- An Introduction to Stephen Bishop (1997)
- Back to Back (1999; split title with Michael Johnson)
- The Millennium Collection (2002)

## Premios y nominaciones
Premios Óscar
| Año  | Categoría              | Canción          | Película      | Resultado |
| ---- | ---------------------- | ---------------- | ------------- | --------- |
| 1986 | Mejor canción original | «Separate Lives» | Noches de sol | Nominado  |